# Capri Watch Cup
O Tennis Napoli Cup é uma competição de tênis masculino, realizado desde 2005, em piso de saibro, no Tennis Club Napoli, válido pelo ATP Challenger Tour, em Napoli, Itália.

## Edições

### Simples
| Ano  | Campeão             | Vice-campeão                | Placar              |
| ---- | ------------------- | --------------------------- | ------------------- |
| 2013 | Potito Starace      | Alessandro Giannessi        | 6–2, 2–0 ret.       |
| 2012 | Andrey Kuznetsov    | Jonathan Dasnières de Veigy | 7–6(8–6), 7–6(8–6)  |
| 2011 | Thomas Schoorel     | Filippo Volandri            | 6–2, 7–6(7-4)       |
| 2010 | Rui Machado         | Federico del Bonis          | 6–4, 6–4            |
| 2009 | Pablo Cuevas        | Victor Crivoi               | 6–1, 6–3            |
| 2008 | Potito Starace      | Marcos Daniel               | 6–4, 4–6, 7–6(3)    |
| 2007 | Potito Starace      | Younes El Aynaoui           | 7–5, 6–2            |
| 2006 | Potito Starace      | Alessio di Mauro            | 6–0, 5–1 retired    |
| 2005 | Richard Gasquet     | Potito Starace              | 4–6, 6–3, 7–5       |
| 2004 | Gilles Müller       | Arnaud di Pasquale          | 7–6(7), 6–7(1), 6–1 |
| 2003 | Richard Gasquet     | Gilles Müller               | 6–4, 6–4            |
| 2002 | David Ferrer        | Jean-René Lisnard           | 6–1, 6–1            |
| 2001 | Não Aconteceu       | Não Aconteceu               | Não Aconteceu       |
| 2000 | Não Aconteceu       | Não Aconteceu               | Não Aconteceu       |
| 1999 | Juan Carlos Ferrero | Juan Albert Viloca          | 3–6, 7–6, 6–1       |
| 1998 | Davide Sanguinetti  | Marat Safin                 | 6–4, 6–4            |
| 1997 | Dinu Pescariu       | Oliver Gross                | 6–4, 6–2            |
| 1996 | Félix Mantilla      | Karim Alami                 | 6–3, 7–5            |
| 1995 | Thomas Johansson    | Frédéric Vitoux             | 6–0, 6–0            |

### Duplas
| Ano  | Campeões                                | Vice-campeões                            | Placar         |
| ---- | --------------------------------------- | ---------------------------------------- | -------------- |
| 2013 | Stefano Ianni Potito Starace            | Alessandro Giannessi Andrey Golubev      | 6–1, 6–3       |
| 2012 | Laurynas Grigelis Alessandro Motti      | Rameez Junaid Igor Zelenay               | 6–4, 6–4       |
| 2011 | Travis Rettenmaier Simon Stadler        | Travis Parrott Andreas Siljeström        | 6–4, 6–4       |
| 2010 | Dustin Brown Jesse Witten               | Rohan Bopanna Aisam-ul-Haq Qureshi       | 7–6(4), 7–5    |
| 2009 | Pablo Cuevas David Marrero              | Lukáš Rosol Frank Moser                  | 6–4, 6–3       |
| 2008 | Tomáš Cibulec Jaroslav Levinský         | Frederico Gil Luis Horna                 | 6–1, 6–3       |
| 2007 | Flavio Cipolla Marcel Granollers        | Marco Crugnola Alessio di Mauro          | 6–4, 6–2       |
| 2006 | Tomáš Cibulec Łukasz Kubot              | Simone Bolelli Fabio Fognini             | 7–5, 4–6, 10–7 |
| 2005 | Janko Tipsarević Jiří Vaněk             | Massimo Bertolini Uros Vico              | 3–6, 6–4, 6–2  |
| 2004 | Tomás Behrend Giorgio Galimberti        | Michal Tabara Jiří Vaněk                 | 6–1, 6–3       |
| 2003 | Massimo Bertolini Giorgio Galimberti    | Amir Hadad Christophe Rochus             | 2–6, 7–5, 6–4  |
| 2002 | Gabriel Trifu Vladimir Voltchkov        | Leonardo Olguin Martín Vassallo Argüello | 7–5, 7–6(5)    |
| 2001 | Não Aconteceu                           | Não Aconteceu                            | Não Aconteceu  |
| 2000 | Não Aconteceu                           | Não Aconteceu                            | Não Aconteceu  |
| 1999 | Marcos Ondruska Jack Waite              | Massimo Bertolini Cristian Brandi        | 6–4, 7–6       |
| 1998 | Massimo Bertolini Devin Bowen           | Tamer El Sawy Gábor Köves                | 7–6, 6–2       |
| 1997 | Aleksandar Kitinov Tom Vanhoudt         | Tomas Carbonell Francisco Roig           | 7–6, 6–4       |
| 1996 | Omar Camporese Diego Nargiso            | Ģirts Dzelde Tomas Nydahl                | 3–6, 6–4, 7–6  |
| 1995 | Stefano Pescosolido Vincenzo Santopadre | Kent Kinnear Jack Waite                  | 6–1, 3–6, 6–3  |